# Distretto di Ėrdėnė (Gov'-Altaj)
Il distretto di Erdene è uno dei diciotto distretti (sum) in cui è suddivisa la provincia del Gov'-Altaj, in Mongolia. Conta una popolazione di 2.288 abitanti (censimento 2009). 